# Обновленський рух
Обновленський рух поширився з Росії на терени України з травня 1922 у вигляді громад "Живої церкви". Окрім діяльності обновленської церкви Російського екзархату (див. Обновленство), ця течія православного реформаторства утворилася і на власному національному ґрунті. 25–27 жовтня 1923 в Харкові відбувся Помісний собор, на якому було створено незалежну Українську православну автокефальну церкву (УПАЦ; за статутом – Всеукраїнська спілка релігійних громад православної автокефальної синодальної церкви; ін. назви – "Обновленсько-синодальна"; "Жива церква", яка 1925 прийняла офіційну назву Всеукраїнська православна автокефальна синодальна церква). Всеукраїнським органом Вищого церковного управління проголосили Синод у складі 5 осіб: митрополит Пимен (Пєгов), архієпископ Донецький Андрій, єпископ Прилуцький Феодосій, протоієреї Б.Дікарьов, П.Фомін. Очолив УПАЦ – з титулом Митрополит всієї України – архієпископ Подільський Пимен (Пєгов). Програма діяльності обновленців синодального напряму передбачала: визнання потреби усамостійнення Церкви, створення умов для богослужіння рідною мовою, запровадження нового устрою Церкви в дусі первісного християнства; заснування шкіл, курсів для підготовки священнослужителів і членів причту та регентів, фахівців із перекладу реліг. літератури українською мовою. Одним зі способів знайти своє місце в радянському суспільстві було лояльне ставлення всіх обновленських груп до влади та співпраця з НКВС УСРР і Державним політичним управлінням УСРР в царині дискредитації традиційної РПЦ і духовенства, особисто екзарха Всеросійського патріарха в Україні – митрополита Гродненського і Брестського Михаїла (Єрмакова), усунення останнього від управління Українським екзархатом та протидії Українській автокефальній православній церкві. У травні 1925 Всеукр. помісний собор обновленців проголосив автокефалію УПАЦ на чолі із Синодом, у жовтні 1925 Всерос. собор обновленців її затвердив. На поч. 1926 налічувалося 3500 парафій Обновленсько-синодальної церкви. 20 грудня 1934 Всерос. священний синод ліквідував статус автокефалії обновленської церкви в Україні. 1935–37 лідером обновленських громад в Україні (із титулом митрополит Київський, керуючий правосл. церквами в УСРР) був митрополит Олександр (Чекановський).
Для посилення роботи з руйнації РПЦ і її Екзархату в Україні на чолі з митрополитом Михаїлом (Єрмаковим) та протистояння УАПЦ на чолі з митрополитом В.Липківським було утворене ще одне обновленське угруповання з вираженою ідеєю незалежності нац. церкви та "суворо канонічними" в очах віруючих мас єпископами-українцями, зареєстроване владою як Братське об'єднання парафій українських православних автокефальних церков (БОПУПАЦ; ін. назви – УАПЦ-2, "Булдовщина"). Воно мало стати своєрідною "демократичною" альтернативою і консервативному Екзархатові РПЦ в Україні, і національно-демократичній УАПЦ. На чолі БОПУПАЦ стали: архієпископ Іоаникій (Соколовський), єпископи Павло (Погорілко), Сергій (Лабунцев), Сергій (Іваницький), Теофіл (Булдовський). У червні 1925 в м. Лубни відбувся установчий з'їзд. Лубенський собор підкреслив лояльність БОПУПАЦ у ставленні до рад. влади, наголосив на неприпустимості ведення т. зв. антирад. агітації керівниками церков і духовенством, визнав необхідною українізацію богослужіння. У стосунках з ін. правосл. конфесіями Собор визначив наступні пріоритети: боротьба з "тихонівцями" та "липківцями"; лояльне ставлення до обновленців; засудження діяльності правлячих єпископів укр. єпархій, які разом з учасниками Білого руху емігрували за кордон та взяли участь у Карловацькому соборі 1921 (м. Сремські Карловці, Сербія). Сфера впливу БОПУПАЦ поширилася на ті терени, де згадані єпископи були правлячими архієреями: Харківщину, Донеччину, Катеринославщину, Чернігівщину, Полтавщину, Поділля. Їх підтримували віруючі бл. 2 тис. парафій. На Всесоюзному соборі обновленців, всупереч очікуванням віруючих, примирення з патріаршою Церквою не відбулося. З 1927 інтерес більшовицької влади до обновленства згас. 29 липня 1927 була оголошена декларація Місцеблюстителя патріаршого престолу митрополита Сергія (Страгородського) про лояльність до рад. влади (див. Декларація митрополита Сергія 1927), а РПЦ, попри великі втрати, продовжувала функціонувати. 29 травня 1929 Теофіл (Булдовський) був піднесений до сану митрополита, 1931 переїхав до Луганська (з 1935 керував Луганською єпархією), потім – до Харкова і жив там до закриття всіх храмів у місті. 1937 повернувся до Луганська і до серед. 1939 був там правлячим архієреєм. Із закриттям останнього храму 1939 припинилася діяльність БОПУПАЦ.